# Orchestre symphonique de l'Utah
L'Orchestre symphonique de l'Utah (en anglais : Utah Symphony) à Salt Lake City est un orchestre symphonique américain fondé en 1940.

## Historique
L'Orchestre symphonique de l'Utah est fondé en 1940 à Salt Lake City.
L'histoire de l'orchestre reste indissociable du long règne du chef Maurice Abravanel (1947-1979) et de la centaine de disques gravés pendant cette période. Abravanel est le deuxième chef à avoir enregistré l'ensemble des symphonies de Gustav Mahler après Bernstein et l'Orchestre philharmonique de New York, mais l'orchestre symphonique de l'Utah fut la première formation à avoir enregistré l'intégralité du cycle symphonique, Bernstein ayant enregistré une des symphonies (la huitième) avec l'Orchestre symphonique de Londres.
En 2024, Markus Poschner est nommé directeur musical de l'orchestre à compter de 2027. Delyana Lazarova est parallèlement nommée première cheffe invitée à partir de 2025, pour une durée de deux ans.

## Chefs permanents
Comme chefs permanents de l'orchestre, se sont succédé :
- Hans Heniot (1940-1945) ;
- Werner Janssen (1946-1947) ;
- Maurice Abravanel (1947-1979) ;
- Varujan Kojian (en) (1980-1983) ;
- Joseph Silverstein (en) (1983–1998) ;
- Keith Lockhart (en) (1998–2009) ;
- Thierry Fischer (2009–2023).

## Créations
L'Orchestre symphonique de l'Utah est le créateur d'Ukiyo d'Alan Hovhaness (1965), de Terpsichore's Dream d'Augusta Read Thomas (2007) et de Switch, concerto pour percussion d'Andrew Norman (commande, 2014), notamment.